# Tomb Raider: Anniversary
Tomb Raider: Anniversary è un videogioco action-adventure del marchio Tomb Raider, sviluppato da Crystal Dynamics e pubblicato da Eidos Interactive nel 2007 per PlayStation Portable, Xbox 360, PlayStation 2, Microsoft Windows e Wii. Secondo episodio della trilogia iniziata con Lara Croft Tomb Raider: Legend, è un remake liberamente ispirato a Tomb Raider del 1996, della prima serie del marchio, contenente varie ambientazioni presenti nell'originale ma con strutture di livelli modificate e trama reimmaginata per adattarla alla nuova trilogia di Legend, del quale funge da prequel..
Il 24 aprile 2007 Eidos annunciò che il primo giugno sarebbe stata la data di uscita europea per le versioni PlayStation 2 e Pc, mentre la versione nord americana uscì il 5 giugno. La versione PSP fu commercializzata negli Stati Uniti il 9 agosto 2007, mentre la versione europea il 26 ottobre dello stesso anno. La versione Wii (contenente delle caratteristiche esclusive dovute all'uso dell Wiimote) fu programmata per una distribuzione statunitense dal 13 novembre 2007 ed europea dal 7 dicembre dello stesso anno. La versione Xbox 360 fu ufficialmente annunciata il 18 giugno 2007; nello stesso anno fu annunciata anche la versione per macOS, pubblicata poco dopo.

## Trama
Lara Croft: Temo che sia fuori strada... gioco solo per divertirmi.
Jacqueline Natla: Ed è proprio per questo che sono venuta da lei, signorina Croft. È un gioco al quale ha già partecipato... con suo padre!»
(Dialogo tra Lara Croft e Jacqueline Natla)
1945, deserto di Los Alamos. Durante un test nucleare viene distrutta una struttura cristallina, dalla quale esce una misteriosa creatura alata.
1996. Lara Croft viene raggiunta da Larson, un archeologo texano, che lo mette in contatto Jaqueline Natla: la donna, proprietaria di un'industria di alta tecnologia, ha trovato la posizione di Vilcabamba, la leggendaria città peruviana dove si celerebbe la tomba di Qualopec, ultimo sovrano Inca: qui sarebbe conservato un leggendario artefatto, lo Scion. Natla, sapendo che in passato Lara e il padre avevano già tentato invano di trovare l'ubicazione della città, le chiede di ritrovare la reliquia; Lara accetta la proposta.
Lara si reca sulle montagne del Perù, dove, oltre le rovine di Vilcabamba, scopre una valle perduta nella quale sono sopravvissuti un tirannosauro e dei velociraptor. Dopo aver affrontato i dinosauri e numerosi trabocchetti, raggiunge la tomba di Qualopec e recupera lo Scion, prima che l'edificio crolli. Una volta fuori, viene attaccata da Larson, inviato da Natla a rubare il manufatto; messolo al tappeto, Lara gli estorce alcune informazioni: quello da lei recuperato è solo un pezzo dello Scion, e un altro archeologo, il francese Pierre DuPont, è sulle tracce del secondo pezzo. Lara si introduce in segreto nell'ufficio di Natla e scopre che esso si trova in Grecia, nel monastero di St. Francis' Folly.
Lara si reca in Grecia ed esplora il monastero, sotto il quale si nascondono il palazzo di Re Mida e un anfiteatro perduto, oltre i quali è nascosta la tomba del leggendario re Tihocan. Pierre tenta di sottrarle il secondo pezzo, ma viene ucciso da creature simili a centauri. Lara uccide i mostri e unisce il frammento di Tihocan a quello di Qualopec, sperimentando in questo modo una visione che le rivela l'ubicazione del terzo pezzo: la città di Khamoon, in Egitto. Lara si reca in Egitto e, individuato il Santuario dello Scion, ottiene l'ultimo pezzo dell'artefatto che, unito agli altri, le procura un'ulteriore visione in cui scopre che Natla è in realtà una creatura millenaria, membro insieme a Qualopec e Thiocan del Triumvirato che governava il continente perduto di Atlantide. Natla era stata punita per essersi ribellata agli altri due e aver distrutto Atlantide utilizzando i poteri dello Scion: per questo era stata imprigionata nella struttura cristallina dalla quale sarebbe stata liberata durante l'esplosione di Los Alamos.
La stessa Natla giunge sul posto per recuperare da Lara lo Scion, ora completo, prima di ordinare ai suoi scagnozzi di ucciderla. Lara riesce a fuggire e segue Natla fino a un'isola che nasconde le rovine di una piramide atlantidea, dove Natla sta praticando degli scavi. Nelle miniere Lara incontra Larson, che la ostacola; Lara è costretta a uccidere lui e gli altri due scagnozzi di Natla, Kid e Kold. Dopo essere arrivata in cima alla piramide, Lara raggiunge Natla che è riuscita, grazie allo Scion, a riattivare gli antichi meccanismi coi quali ha intenzione di ricostruire le armate di Atlantide (creature umanoidi generate dalla struttura stessa), distruggere l'umanità e dare inizio alla Settima Era. Natla propone a Lara di unirsi a lei, diventando una dei nuovi immortali alla guida di Atlantide e accedendo alla conoscenza contenuta nello Scion. Pur tentata di proseguire gli studi di suo padre, Lara rifiuta e distrugge l'artefatto; dopo un duro scontro riesce apparentemente a sconfiggere Natla.
Lara fugge dalla piramide, che crolla. Tuffatasi in mare e fuggendo con la barca di Natla, Lara promette a suo padre di proseguire la sua attività.

## Modalità di gioco
Anniversary è un rifacimento del best seller originale del 1996, costruito usando il motore grafico di Tomb Raider: Legend. Non è un rifacimento fedele, ma la trama è lievemente alterata per renderla coerente con Tomb Raider: Legend e il successivo Tomb Raider: Underworld. Inoltre, la struttura del gioco è notevolmente diversa: sono riproposti molti dei momenti chiave dell'originale, ma la struttura dei livelli è nel complesso molto ridotta e semplificata, ed è stata anche aggiunta una buona quantità di contenuti inediti.
Tirando le somme, il gioco è più corto e molti enigmi sono stati semplificati (sebbene altri siano stati invece migliorati in complessità) rispetto all'originale Tomb Raider del 1996.
È stato riproposto, in gioco, l'inventario ad anello usato nei primi tre capitoli.
Il modello di Lara è stato migliorato con più poligoni e ha ottenuto qualche nuova mossa, tra cui il mantenimento di equilibrio sulla punta di colonne e la possibilità di correre sui muri mentre Lara è aggrappata al rampino.
La funzione della presa automatica è opzionale, così come quella degli aiuti su schermo.
Durante il gioco è possibile consultare il diario di Lara, che può contenere degli indizi su come procedere nei passaggi più ostici.
Nuotare sott'acqua può sembrare particolarmente difficoltoso poiché ci sono molti più controlli per risalire, immergersi, nuotare velocemente o nuotare in superficie. Nel Tomb Raider originale del 1996 si doveva semplicemente premere il pulsante "Salto" e usare le frecce per controllare la direzione del nuoto.
Il sistema di salvataggio è costituito da Punti di controllo predefiniti. Nel momento in cui Lara muore, la partita ricomincia dall'ultimo punto di controllo raggiunto. Inoltre è possibile salvare la partita manualmente ma il gioco comincerà comunque dal punto di controllo precedente. Ricominciando dal punto di controllo la salute verrà ripristinata.

### Equipaggiamento
Le armi sono le medesime presenti nel gioco originale seppur alcune di esse abbiano nomi differenti. Gli uzi si chiamano ora "mitragliette", mentre le magnum, "calibro .50".
- Doppia pistola: La doppia pistola si ottiene all'inizio del gioco automaticamente, fino alla valle perduta, rimane l'unica arma di cui Lara è dotata.

Caricatore: 40
Munizioni massime: Infinite.
- Fucile: Il fucile si trova nella Valle perduta, in Perù, dopo aver preso il secondo ingranaggio e sparato al ponte di legno, tornate all'inizio del ponte e scendete (usate il ponte rotto come scaletta), seguite il breve cunicolo ed arriverete al Fucile. Se non riuscite a prenderlo, lo avrete appena al primo livello della Grecia, St. Francis Folly.

Caricatore: 8
Munizioni massime: 40
Pacchi di munizioni da: 8 ciascuno
Danno: 5-6 volte quello della pistola.
- Doppia calibro .50: Le calibro .50 sono situate in Grecia, a Il Colosseo. Dopo che siete saliti sul tetto del primo balcone con la scaletta, saltate sulla sporgenza sulla sinistra e poi saltate verso l'anello, prendendovi col rampino. Invece di saltare e usare il rampino per agganciarvi sul secondo anello, saltate sulla sporgenza dove è incollato, camminate fino a cadere e aggrappatevi con le mani, spostatevi a destra, salite e vi troverete davanti le calibro .50. Nel caso in cui le abbiate dimenticate indietro, le avrete alla fine dell'ultimo livello della Grecia, la Tomba di Tihocan, quando ve la dovrete vedere con i Centauri.

Caricatore: 30
Munizioni massime: 150
Pacchi di munizioni da: 30 ciascuno
Danno: 2,5x rispetto alla pistola.
- Doppia mitraglietta: Le mitragliette le trovate sulla testa della sfinge dell'ultimo livello dell'Egitto, il Santuario dello Scion. Se non le avete prese, le avrete verso la fine del primo livello dell'Isola perduta, le Miniere di Natla, dopo aver sconfitto Kid e Kold.

Caricatore: 50
Munizioni massime: 250
Pacchi di munizioni da: 25 ciascuno
Danno: come quello della pistola, ma sparano tre volte più veloce.
Il fucile dorato e le mitragliette cromate sono molto potenti e sono sbloccabili sotto forma di trucchi (i trucchi si trovano nel menù e si possono utilizzare una volta completate alcune sfide a tempo e finito il gioco), per poter selezionare questi trucchi, è necessario completare come sfida a tempo i tre livelli dell'Isola perduta.
- Fucile dorato: Con questo potente fucile, basta un colpo per uccidere qualsiasi nemico del gioco (eccetto i boss, ai quali però toglie un po' di vita), anche le mummie più forti.

Caricatore: 64
Munizioni massime: Infinite!
Danno: Massimo, uccide i nemici con un colpo.
- Mitragliette cromate: Queste mitragliette sono potentissime, sparano raffiche lunghe, veloci e potenti, purtroppo come il fucile, sono sbloccabili solamente dopo il completamento del gioco e delle sfide a tempo dell'Isola perduta.

Caricatore: 400
Munizioni massime: Infinite!
Danno: Come le calibro .50 (quasi tre volte quello della pistola), ma in raffica molto veloce.

### Nemici
Tra i nemici, sono inclusi velociraptor, orsi, pantere nere, lupi, pipistrelli, gorilla, leonesse, il Tirannosauro ed i mostri mutanti che appaiono nei livelli di Atlantide. Essi sono più difficili da battere, dal momento che spesso attaccano in gruppo.
I nemici umani sono Pierre DuPont, Larson, Jacqueline Natla e due dei suoi tre originali scagnozzi: Kid e Kold.

### Extra
- Trovare i segreti costituisce un'importante parte del gioco. Le Reliquie servono a sbloccare nuovi costumi, mentre gli Artefatti sbloccano materiali bonus (come commenti degli autori, musiche, screen di comparazione, ecc.)
- 10 costumi possono essere sbloccati nel gioco. I giornalisti della rivista PSM3 hanno potuto vedere la muta subacquea di Tomb Raider II durante una dimostrazione per la stampa di Tomb Raider: Anniversary. L'11 maggio è stato mostrato un video in cui venivano mostrati i futuri costumi sbloccabili. Tra questi vi sono l'outfit di Tomb Raider: The Angel of Darkness, quello di Legend, un modello classico simile a quello del primo episodio, la tenuta sportiva che Lara indossava a casa nel primo, la muta "Sola", la tuta da ladra ed un modello dorato (come quando Lara muore salendo sulla mano di Mida); è inoltre possibile giocare come l'alter-ego presente nella grande piramide e come Natla in fiamme.
- Un commento da parte del direttore Toby Gard e del direttore creativo è presente come elemento sbloccabile del gioco.
- La colonna sonora è sbloccabile gradualmente, non appena ogni sezione di gioco è completata.
- Una nota ai fan scritta da uno dei produttori del gioco è disponibile dall'inizio del gioco.
- Un ulteriore livello, chiamato Miniature è sbloccabile solo se scovate tutti i segreti del gioco, contiene piccole ambientazioni (4 in tutto, collegate tra loro come unico livello, una per ogni area di gioco) utilizzate dagli sviluppatori per fare dei test sui modelli e le texture del gioco. Il livello è una sorta di prova creato dai produttori del gioco ed è assente di nemici ed enigmi.

### Contenuto a episodi su Xbox 360
Il 18 giugno 2007 Eidos ha annunciato una versione per Xbox 360 di Tomb Raider: Anniversary. Il gioco è diviso in quattro episodi, due dei quali saranno commercializzati a settembre e i due seguenti poco dopo. Il livello della Residenza Croft sarà disponibile come download gratuito per ogni set di episodi. Acquistare tutti e quattro gli episodi costerà 2400 Microsoft Points (28,80 €) e richiederà un disco di Tomb Raider: Legend. È la prima volta che un intero gioco sia disponibile nell'Xbox Live Marketplace. Il gioco è stato commercializzato il 26 ottobre 2007 sotto forma di disco.
Uno sviluppatore del gioco ha detto: "Ovviamente siccome il gioco girerà su una 360, possiamo sfruttare la console più di quanto abbiamo fatto con la PlayStation 2. Abbiamo rimpiazzato le texture originali con versioni in alta risoluzione, così come abbiamo aumentato la qualità dei modelli dei personaggi. Abbiamo messo luci ed ombre in tempo reale, aiutandoci a smussare le opzioni grafiche del gioco. Per i veri fan di Tomb Raider abbiamo incluso un ottenimento addizionale che testerà le loro abilità mentre procederanno nel gioco".

## Personaggi
- Lara Croft: L'eroina del gioco, Lara Croft è un'archeologa inglese assunta per trovare degli antichi artefatti, sia da antiche tombe, o dalle grinfie di prepotenti collezionisti.
- Winston Smith: Il fedele maggiordomo di Lara. Ha servito la famiglia Croft per generazioni. Diventa domestico a vita dopo che la moglie muore. C'è una leggera differenza di apparizioni di Winston nella residenza Croft in Anniversary rispetto a Legend nel quale egli stava sempre davanti al camino. Ora appare casualmente in diverse stanze della residenza.
- Jacqueline Natla: La direttrice generale della Natla Technologies. Ingaggia Lara Croft per farle cercare il pezzo dell'artefatto "Scion" nascosto in Perù. Tuttavia Natla non è veramente ciò che sembra...
- Larson: Uno dei tre mercenari che Natla ha assunto per ragioni personali. È un esperto predatore di tombe.
- Pierre DuPont: Appare come un vecchio rivale di Lara e non è uno dei mercenari di Natla. Anche lui è un esperto archeologo.
- Kold: Uno degli scagnozzi di Natla la cui arma di scelta è un grosso coltello.
- Kid: Un altro degli uomini di Natla, è uno skater che utilizza due mitragliette come arma.
- Qualopec: Uno degli antichi sovrani del continente perduto di Atlantide, la cui tomba si trova in Perù. Oltre a governare Atlantide, appare anche come re degli Inca.
- Tihocan: Un altro sovrano di Atlantide, la tomba di Tihocan si trova in Grecia.

## Doppiaggio
Elda Olivieri ha doppiato la versione italiana di Anniversary nel ruolo di Lara Croft, come tutti i precedenti episodi (eccetto il primo).
| Personaggio      | Doppiatore originale | Doppiatore italiano |
| ---------------- | -------------------- | ------------------- |
| Lara Croft       | Keeley Hawes         | Elda Olivieri       |
| Jacqueline Natla | Grey DeLisle         | Stefania Patruno    |
| Larson Conway    | Dave Wittenberg      | Claudio Colombo     |
| Pierre DuPont    | Jim Ward             | Andrea De Nisco     |
| Qualopec         | Alastair Duncan      | Marco Balbi         |
| Tihocan          | Steve Blum           | Pietro Ubaldi       |
| Richard Croft    | Edward Hardwicke     | Claudio Moneta      |
| Kid              | Philip Tanzini       | Paolo De Santis     |
| Kold             | Dave Fennoy          | Marco Balbi         |

## Colonna sonora
Il compositore della colonna sonora di Tomb Raider: Legend, Troels B. Folmann, si è occupato anche di quella di Anniversary. La melodia principale del gioco (del menù di avvio) è una ricomposizione di quella del gioco originale, ma la colonna sonora del corpo del gioco (dei livelli e del finale) è completamente diversa da quella dell'originale, composta da Nathan McCree, seppur incorpori il tema caratteristico di tutta la prima serie di Tomb Raider.

## Promozione
Inizialmente Eidos Interactive ha annunciato che stava progettando Tomb Raider: 10th Anniversary Edition per PS2, PSP, e Windows. Sarebbe stato sviluppato da Crystal Dynamics, la quale rimpiazzò Core Design dopo le enormi critiche fatte a Tomb Raider: The Angel of Darkness e che creò il settimo episodio, Tomb Raider: Legend.
Il titolo divenne poi ufficialmente Tomb Raider: Anniversary. Sono stati pubblicati nove trailer ufficiali a partire dal 21 dicembre 2006.
Il 25 maggio 2007 Eidos Interactive distribuì una demo ufficiale, in essa vi è un segmento del livello Valle Perduta. La demo termina all'arrivo del Tirannosauro Rex.

## Accoglienza
La rivista Play Generation diede alla versione per PlayStation Portable un punteggio di 91/100, trovandola un'avventura ricca d'azione e discretamente varia.